# Vanity Fair (film, 1932)
Pour les articles homonymes, voir Vanity Fair.
Vanity Fair est un film américain de Chester M. Franklin, sorti en 1932. C'est une adaptation du roman La Foire aux vanités de  William Makepeace Thackeray.

## Fiche technique
- Titre : Vanity Fair
- Réalisation : Chester M. Franklin
- Scénario : F. Hugh Herbert, d'après le roman de William Makepeace Thackeray
- Producteur : M.H Hoffman Jr.
- Société de production : M.H. Hoffman Inc.
- Directeur de la photographie : Tom Galligan, Harry Neumann
- Montage : Mildred Johnston
- Pays de production : États-Unis
- Format : Noir et blanc - 1,33:1 - Film muet
- Durée : 78 minutes
- Date de sortie :
  - États-Unis : 15 mars 1932

## Distribution
- Myrna Loy : Becky Sharp
- Conway Tearle : Rawdon Crawley
- Barbara Kent : Amelia Sedley
- Walter Byron : George Osborne
- Anthony Bushell : Dobbin
- Billy Bevan : Joseph Sedley
- Montagu Love : Marquis de Steyne
- Herbert Bunston : Mr. Sedley
- Mary Forbes : Mrs. Sedley
- Lionel Belmore : Sir Pitt Crawley
- Lilyan Irene : Polly

Acteurs non crédités
- Elspeth Dudgeon : la gouvernante de Sir Pitt
- Bill Elliott : rôle mineur indéterminé
- Tom Ricketts : Parker, majordome de Sir Pitt